# 미녀와 야수: 마법의 크리스마스
《미녀와 야수 : 마법의 크리스마스》(Beauty And The Beast: The Enchanted Christmas)는 미국에서 제작된 앤드류 나이트 감독의 1997년 애니메이션, 가족 영화이다. 페이지 오하라 등이 주연으로 출연하였다.

## 출연

### 주연
- 페이지 오하라
- 로비 벤슨

### 조연
- 제리 오바치
- 데이빗 오그던 스타이어스
- 버나뎃 피터스
- 팀 커리
- 할리 조엘 오스먼트
- 프랭크 웰커
- 제프 베넷
- 짐 커밍스
- 캐스 소시
- 폴 루벤스
- 안젤라 랜즈베리

## 기타
- Line PD: 수잔 캐피지안
- 미술: 브래드 그레이엄

## 같이 보기
- 크리스마스 영화 목록